# Naum (Schach)
Naum ist ein Schachprogramm, das von 2003 bis 2013 von Aleksandar Naumov (Kanada) programmiert und vertrieben wurde.
Zunächst für Palm OS entwickelt, wurde das Programm später auf Personal Computer portiert. Die Programmiersprache ist C++.
Version 4 wurde im Dezember 2008 veröffentlicht. Der kommerzielle Vertrieb erfolgte "engine only" über die Webseite des Programmierers. Das Programm unterstützt sowohl UCI als auch Winboard und kann daher unter verschiedenen grafischen Oberflächen betrieben werden. Es gibt Versionen für Ein- und Mehrprozessorsysteme unter Microsoft Windows oder Linux. Unterstützt werden Endspieldatenbanken mit bis zu fünf Steinen. 
Zwischen 2009 und 2011 fiel Naum auf Computerschach-Ranglisten durch das Auftauchen neuer, sehr starker Engines zurück, hielt sich aber noch vor mehreren bekannten Schachprogrammen, beispielsweise bei der Testergruppe CCRL.
2012 stellte Naumov die Entwicklung des Programms ein. Die letzte Version 4.6 wurde im September 2014 zum kostenlosen Download freigegeben. 